# Gabriel Pozzo
Gabriel Esteban Pozzo (ur. 26 marca 1979 w Córdobie) – argentyński kierowca rajdowy. Był mistrzem i wicemistrzem Production Cars WRC.
Swój debiut w rajdach Pozzo zaliczył w 1997 roku. W 1998 roku zadebiutował w Rajdowych Mistrzostwach Świata. Pilotowany przez Fabiána Cretú i jadący Subaru Imprezą WRX nie ukończył wówczas Rajdu Argentyny. W 2000 roku startował samochodem Mitsubishi Lancer Evo 6 w Mistrzostwach Świata w klasyfikacji samochodów fabrycznych PCWRC. Zajął 3. miejsce zwyciężając w Rajdzie Grecji. Z kolei w 2001 roku wywalczył mistrzostwo PCWRC, dzięki zwycięstwom w: Rajdzie Katalonii, Rajdzie Argentyny, Rajdzie Grecji i Rajdzie Safari, a w 4 innych rajdach zajmował 2. pozycję. W Rajdzie Safarii osiągnął też największy sukces w MŚ, gdy zajął 6. miejsce w klasyfikacji generalnej rajdu. W 2007 roku Argentyńczyk rywalizował Mitsubishi Lancerem Evo 9 w Production Cars i wywalczył wicemistrzostwo tej serii (jedno zwycięstwo, w Rajdzie Japonii). Od 2007 roku Pozzo nie startuje w Mistrzostwach Świata.
W 2009 i 2010 roku Pozzo wystartował w Rajdzie Dakar. W 2009 roku startował Mitsubishi Pajero, a w 2010 - Subaru Foresterem. W 2009 roku zajął 50. miejsce w klasyfikacji generalnej, a w 2010 roku wycofał się z powodów technicznych na 2. etapie.

## Występy w mistrzostwach świata
| Sezon | Zespół                      | Samochód                | 1      | 2       | 3        | 4             | 5          | 6       | 7      | 8             | 9             | 10        | 11      | 12              | 13              | 14              | 15            | 16              | Punkty | Miejsce |
| ----- | --------------------------- | ----------------------- | ------ | ------- | -------- | ------------- | ---------- | ------- | ------ | ------------- | ------------- | --------- | ------- | --------------- | --------------- | --------------- | ------------- | --------------- | ------ | ------- |
| 1998  | Gabriel Pozzo               | Subaru Impreza WRX      | Monako | Szwecja | Kenia    | Portugalia    | Hiszpania  | Francja | NU     | Grecja        | Nowa Zelandia | Finlandia | Włochy  | Australia       | Wielka Brytania |                 |               |                 | 0      | -.      |
| 2000  | Gabriel Pozzo               | Mitsubishi Lancer Evo 6 | Monako | Szwecja | NU       | NU            | 28         | 10      | 11     | Nowa Zelandia | NU            | 12        | 29      | NU              | Australia       | Wielka Brytania |               |                 | 0      | -.      |
| 2001  | Gabriel Pozzo               | Mitsubishi Lancer Evo 6 | 12     | Szwecja | NU       | 18            | 10         | 13      | 13     | 6             | 26            | 18        | 23      | Francja         | 18              | Wielka Brytania |               |                 | 1      | 21.     |
| 2002  | Gabriel Pozzo               | Škoda Octavia WRC       | Monako | Szwecja | Francja  | NU            | 19         | 9       | NU     | Kenia         | Finlandia     | Niemcy    | Włochy  | Nowa Zelandia   | Australia       | Wielka Brytania |               |                 | 0      | -.      |
| 2003  | Gabriel Pozzo               | Škoda Octavia WRC       | Monako | Szwecja | Turcja   | Nowa Zelandia | NU         | Grecja  | Cypr   | Niemcy        | Finlandia     | Australia | Włochy  | Francja         | Hiszpania       | Wielka Brytania |               |                 | 0      | -.      |
| 2004  | Gabriel Pozzo               | Subaru Impreza WRX STI  | Monako | Szwecja | Meksyk   | Nowa Zelandia | Cypr       | Grecja  | Turcja | 8             | Finlandia     | Niemcy    | Japonia | Wielka Brytania | Włochy          | Francja         | Hiszpania     | Australia       | 1      | 29.     |
| 2005  | Subaru Argentina Rally Team | Subaru Impreza WRX STI  | Monako | Szwecja | Meksyk   | NU            | Włochy     | 17      | NU     | Grecja        | 23            | Finlandia | Niemcy  | Wielka Brytania | NU              | Francja         | Hiszpania     | 11              | 0      | -.      |
| 2006  | Gabriel Pozzo               | Mitsubishi Lancer Evo 9 | Monako | Szwecja | NU       | Hiszpania     | Francja    | NU      | Włochy | 18            | Niemcy        | Finlandia | 9       | Cypr            | Turcja          | DK              | Nowa Zelandia | Wielka Brytania | 0      | -.      |
| 2007  | Tango Rally Team            | Mitsubishi Lancer Evo 9 | Monako | Szwecja | Norwegia | Meksyk        | Portugalia | 13      | Włochy | 23            | Finlandia     | Niemcy    | 16      | Hiszpania       | Francja         | 9               | 11            | NU              | 0      | -.      |